# Eldorado Township (Illinois)
Eldorado Township est un township du comté de  McDonough dans l'Illinois, aux États-Unis,.

## Source de la traduction
- (en) Cet article est partiellement ou en totalité issu de l’article de Wikipédia en anglais intitulé « Eldorado Township, McDonough County, Illinois » (voir la liste des auteurs).